# Jeremy Bonderman
Pour les articles homonymes, voir Bonderman.
Jeremy Allen Bonderman (né le 28 octobre 1982 à Kennewick, Washington, États-Unis) est un lanceur droitier des Tigers de Détroit de la Ligue majeure de baseball.

## Carrière
Jeremy Bonderman est drafté au premier tour (26e choix) en juin 2001 par les Athletics d'Oakland dès la fin de ses études secondaires à la Pasco High School de Pasco (Washington). Il est inclus dans un échange avec les Tigers de Détroit le 22 août 2002. Bonderman a alors 19 ans et joue en Ligues mineures au niveau A. 
Dès la saison suivante, il est appelé en Ligue majeure et fait ses débuts le 2 avril 2003. Avec 6 victoires pour 19 défaites en 2003, les débuts sont difficiles. Bonderman enregistre 11-13 avec une moyenne de points mérités de 4,57 la saison suivante ; l'apprentissage se poursuit. Désigné comme lanceur partant du match d'ouverture de la saison 2005, il devient le plus jeune lanceur à connaitre cet honneur depuis Dwight Gooden des New York Mets en 1986. Sa saison est contrastée en raison de blessures.
Bonderman compte 14 victoires pour 8 défaites en 2006 et prend part aux séries éliminatoires avec des Tigers. Il joue peu en 2008 en raison de problèmes médicaux. Pour les mêmes raisons, il ne dispute que huit parties en 2009. De retour en 2010 après une opération à l'épaule., il amorce 29 rencontres et ajoute une présence en relève pour les Tigers. En 171 manches lancées, sa moyenne de points mérités est élevée (5,53) et il subit 10 défaites contre 8 victoires. Il demeure sans contrat en 2011 et ne joue pas de l'année.
Opéré de nouveau, cette fois au coude droit en avril 2012, Bonderman signe le 21 décembre suivant un contrat avec les Mariners de Seattle. Il amorce 7 matchs pour Seattle en 2013. Son premier départ le 2 juin contre Minnesota est son premier match dans le baseball majeur depuis le 1er octobre 2010. Après 7 départs il affiche une moyenne de points mérités de 4,93 avec une victoire et trois défaites. Il est libéré de son contrat le 11 juillet et, trois jours plus tard, retourne chez les Tigers de Détroit, ceux-ci lui offrant une entente des ligues mineures.

## Statistiques
| Saison | Équipe  | G   | GS  | CG | SHO | V  | D  | SV | IP     | SO  | ERA  |
| ------ | ------- | --- | --- | -- | --- | -- | -- | -- | ------ | --- | ---- |
| 2003   | Détroit | 33  | 28  | 0  | 0   | 6  | 19 | 0  | 162.0  | 108 | 5,56 |
| 2004   | Détroit | 33  | 32  | 2  | 2   | 11 | 13 | 0  | 184.0  | 168 | 4,89 |
| 2005   | Détroit | 29  | 29  | 4  | 0   | 14 | 13 | 0  | 189.0  | 145 | 4,57 |
| 2006   | Détroit | 34  | 34  | 0  | 0   | 14 | 8  | 0  | 214.0  | 202 | 4,08 |
| 2007   | Détroit | 28  | 28  | 0  | 0   | 11 | 9  | 0  | 174.1  | 145 | 5,01 |
| 2008   | Détroit | 12  | 12  | 0  | 0   | 3  | 4  | 0  | 71.1   | 44  | 4,29 |
| 2009   | Détroit | 8   | 1   | 0  | 0   | 0  | 1  | 0  | 10.1   | 5   | 8,71 |
| 2010   | Détroit | 30  | 29  | 0  | 0   | 8  | 10 | 0  | 171.0  | 112 | 5,53 |
| Totaux | Totaux  | 207 | 193 | 6  | 2   | 67 | 77 | 0  | 1176.0 | 929 | 4,89 |

| Saison | Équipe  | G | GS | CG | SHO | V | D | SV | IP   | SO | ERA  |
| ------ | ------- | - | -- | -- | --- | - | - | -- | ---- | -- | ---- |
| 2006   | Détroit | 3 | 3  | 0  | 0   | 1 | 0 | 0  | 20.1 | 11 | 3,10 |
| Totaux | Totaux  | 3 | 3  | 0  | 0   | 1 | 0 | 0  | 20.1 | 11 | 3,10 |

Note: G = Matches joués ; GS = Matches comme lanceur partant ; CG = Matches complets ; SHO = Blanchissages ; 
V = Victoires ; D = Défaites ; SV = Sauvetages ; IP = Manches lancées ; SO = retraits sur des prises ; ERA = Moyenne de points mérités.